# Golf de Rouen Mont-Saint-Aignan
Le Golf de Rouen Mont-Saint-Aignan est situé à Mont-Saint-Aignan (Seine-Maritime). 
Il est créé en 1911 par M. Bisset sur 45 hectares.

## Accès au golf
- Accès en voiture : sortie Bois-Guillaume / Mont-Saint-Aignan par la route d’Abbeville (N 28)
- Accès en train : Gare de Rouen-Rive-Droite
- Accès en avion : Aéroport Rouen Vallée de Seine